# Yangsan
Yangsan (양산시) ist eine Stadt in der Provinz Gyeongsangnam-do in Südkorea. Die Stadt hat 357.078 Einwohner  (Stand: 2019) und liegt in der Nähe von Busan.

## Sehenswürdigkeiten
In Yangsan befinden sich mehrere Sehenswürdigkeiten, darunter der Tongdosa-Tempel, der Yangsan-Turm und das Yangsan-Stadion.

## Wirtschaft
Der Reifenhersteller Nexen Tire hat seinen Hauptsitz in der Stadt.

## Infrastruktur

### Eisenbahn
Yangsan hat zwei Stationen auf der Gyeongbu-Linie: Mulgeum Station (물금역) und Wondong Station (원동역). Die nächsten KTX-Stationen sind Ulsan Station in Ulsan und Gupo Station in Busan.

### U-Bahn
Die  U-Bahn-Linie 2  der U-Bahn Busan bedient die Stadt mit derzeit fünf Stationen: Yangsan Station, Namyangsan Station, Yangsan Campus Station der Busan National University, Jeungsan Station und Hopo Station. Eine weitere Station ist derzeit in Planung.

### Bus
Die Stadt Yangsan wird von einem lokalen Bussystem bedient. Neben dem Stadtverkehr gibt es auch Fernbusse nach Busan sowie Überlandlinien nach Ulsan, Changwon, Gyeongju und in einige andere Städte.

### Autobahnen
Der Gyeongbu Expressway (Nr. 1) und die Jungang Expressway Branch Line (Nr. 551) verlaufen durch die Stadt Yangsan. Darüber hinaus schneidet die Nationalstraße 35 die Innenstadt.